# Porcinolus undatus
Porcinolus undatus är en skalbaggsart som först beskrevs av Melsheimer 1844.  Porcinolus undatus ingår i släktet Porcinolus och familjen kulbaggar. Inga underarter finns listade i Catalogue of Life.